# خیرآباد (کوهپایه)
خیرآباد (کوهپایه)، روستایی از توابع بخش تودشک شهرستان کوهپایه در استان اصفهان ایران است.

## جمعیت
این روستا در دهستان تودشک قرار دارد و براساس سرشماری مرکز آمار ایران در سال ۱۳۸۵، جمعیت آن ۱۵۰نفر (۳۰خانوار) بوده‌است.